# Antoni Górski (sędzia)
Antoni Górski (ur. 13 czerwca 1947 w Wagach) – polski prawnik, sędzia Sądu Najwyższego, w latach 2010–2014 przewodniczący Krajowej Rady Sądownictwa.

## Życiorys
Studia prawnicze ukończył w 1969 na Wydziale Prawa Uniwersytetu Warszawskiego. W latach 1969–1971 odbywał aplikację sądową w okręgu Sądu Wojewódzkiego w Białymstoku, po czym został asesorem sądowym. Od 1973 do 1980 orzekał jako sędzia w Sądzie Powiatowym w Białymstoku. Następnie w latach 1980–1990 był sędzią, zaś od lutego do końca września 1990 prezesem Sądu Wojewódzkiego w Białymstoku. Od października 1990 zaczął orzekać jako sędzia Sądu Apelacyjnego w Białymstoku. W latach 1991–1995 pełnił funkcję prezesa tego sądu. 21 lipca 1997 został powołany na sędziego Sądu Najwyższego, gdzie podjął pracę w Izbie Cywilnej. 22 lutego 2010 wybrany w skład Krajowej Rady Sądownictwa. 31 marca 2010 objął funkcję przewodniczącego tej instytucji, pełniąc ją przez czteroletnią kadencję. Przeszedł w stan spoczynku w czerwcu 2017
W 2014 został wyróżniony Medalem „Zasłużony dla Wymiaru Sprawiedliwości – Bene Merentibus Iustitiae”.
Jest bratem Klemensa Górskiego i Jana Górskiego.

## Wybrane publikacje
- Prawo o ustroju sądów powszechnych. Komentarz (redaktor i współautor), Wyd. Wolters Kluwer, Warszawa 2013, ISBN 978-83-264-4259-9.
- Koszty sądowe w sprawach cywilnych Ustawa i orzekanie Komentarz praktyczny (współautor z Lechem Walentynowiczem), Wyd. Wolters Kluwer, 2008, ISBN 978-83-7526-543-9.